# André Garnier (homme politique)
Pour les articles homonymes, voir André Garnier.
André Garnier, né le 25 mars 1910 à Viviers-le-Gras (Vosges) et mort le 17 juillet 1998 à Vittel (Vosges) est un homme politique français.

## Biographie
Détenteur du certificat d'études, il quitte l'école pour travailler à l'exploitation agricole familiale. Élu maire de son village natal à l'âge de 25 ans, il ne participe cependant pas à la vie politique au-delà de ce mandat jusqu'après la Deuxième Guerre mondiale, qu'il passe dans un camp de prisonniers en Allemagne.
Redevenu maire de Viviers-le-Gras, président d'une importante coopérative fromagère, il est élu conseiller général des Vosges en 1949, dans le canton de Monthureux.
En 1951, il est candidat aux législatives sur la liste du RPF menée par Maurice Lemaire. Celle-ci obtient 32,6 % des voix et décroche trois sièges, ce qui permet à Garnier d'être élu.
Député assez peu actif, n'intervenant jamais en tribune, il est surtout un élu local, notamment  conseiller général, dont le mandat est renouvelé en 1955.
L'année suivante, il ne se représente pas aux législatives et se consacre à ses activités locales

## Sources
- Ressource relative à la vie publique :   - Base Sycomore
- Notices d'autorité :   - VIAF
  - IdRef